# Dendrobium anosmum
Dendrobium anosmum är en orkidéart som beskrevs av John Lindley. Dendrobium anosmum ingår i släktet Dendrobium, och familjen orkidéer. Inga underarter finns listade i Catalogue of Life.

## Bildgalleri

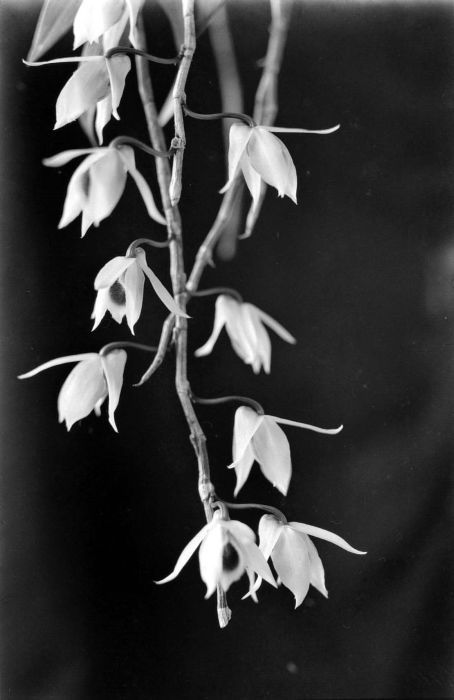
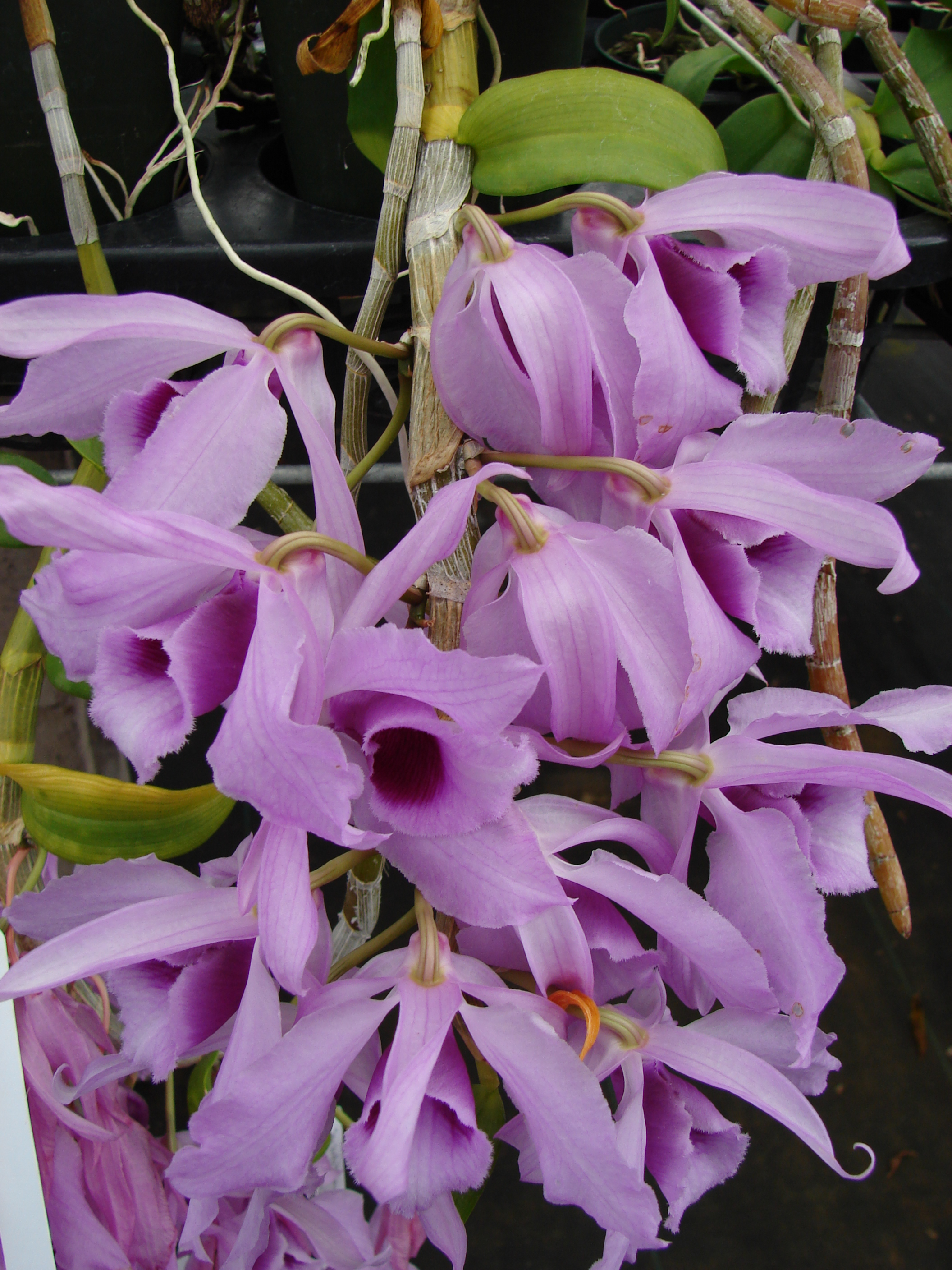
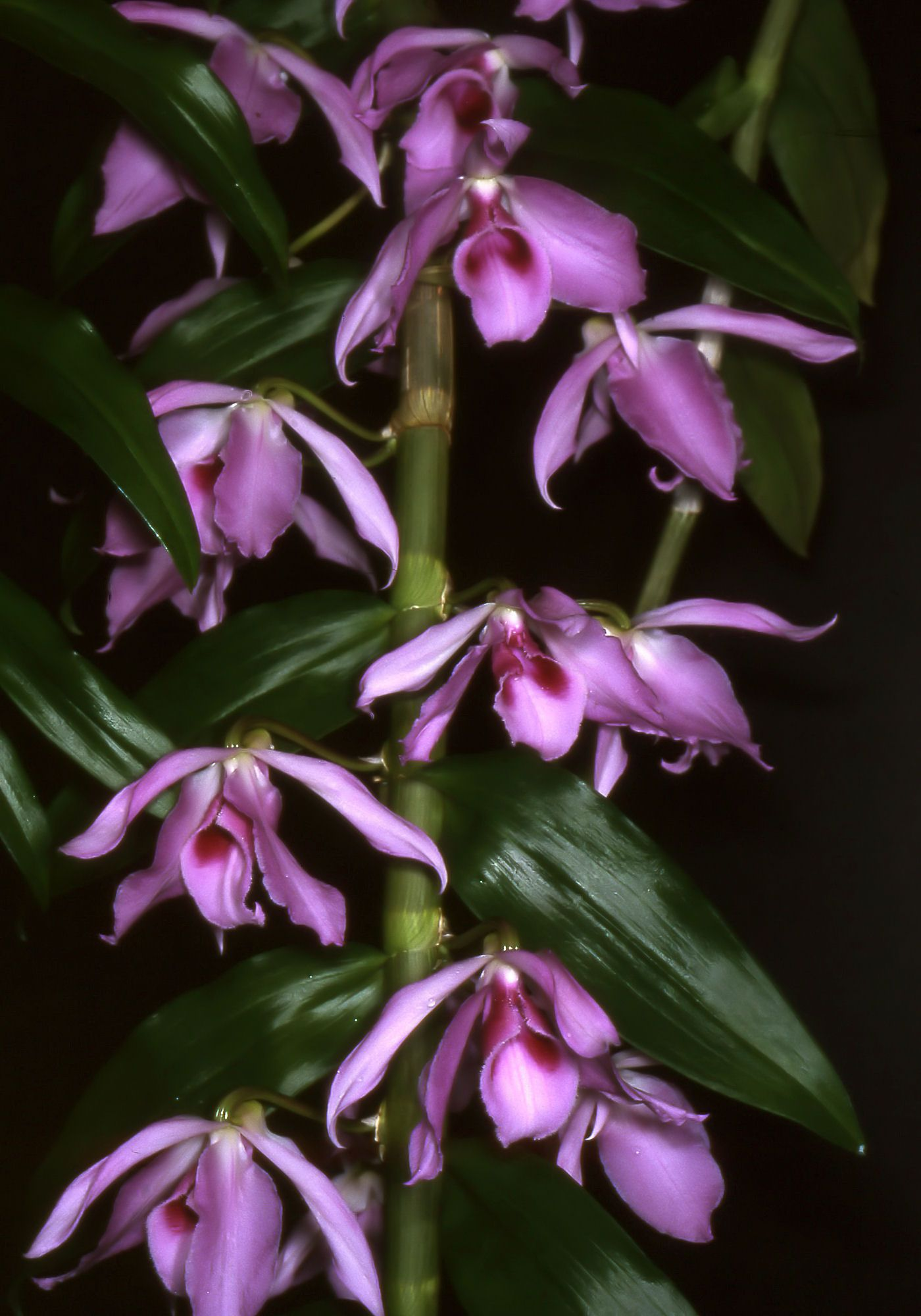
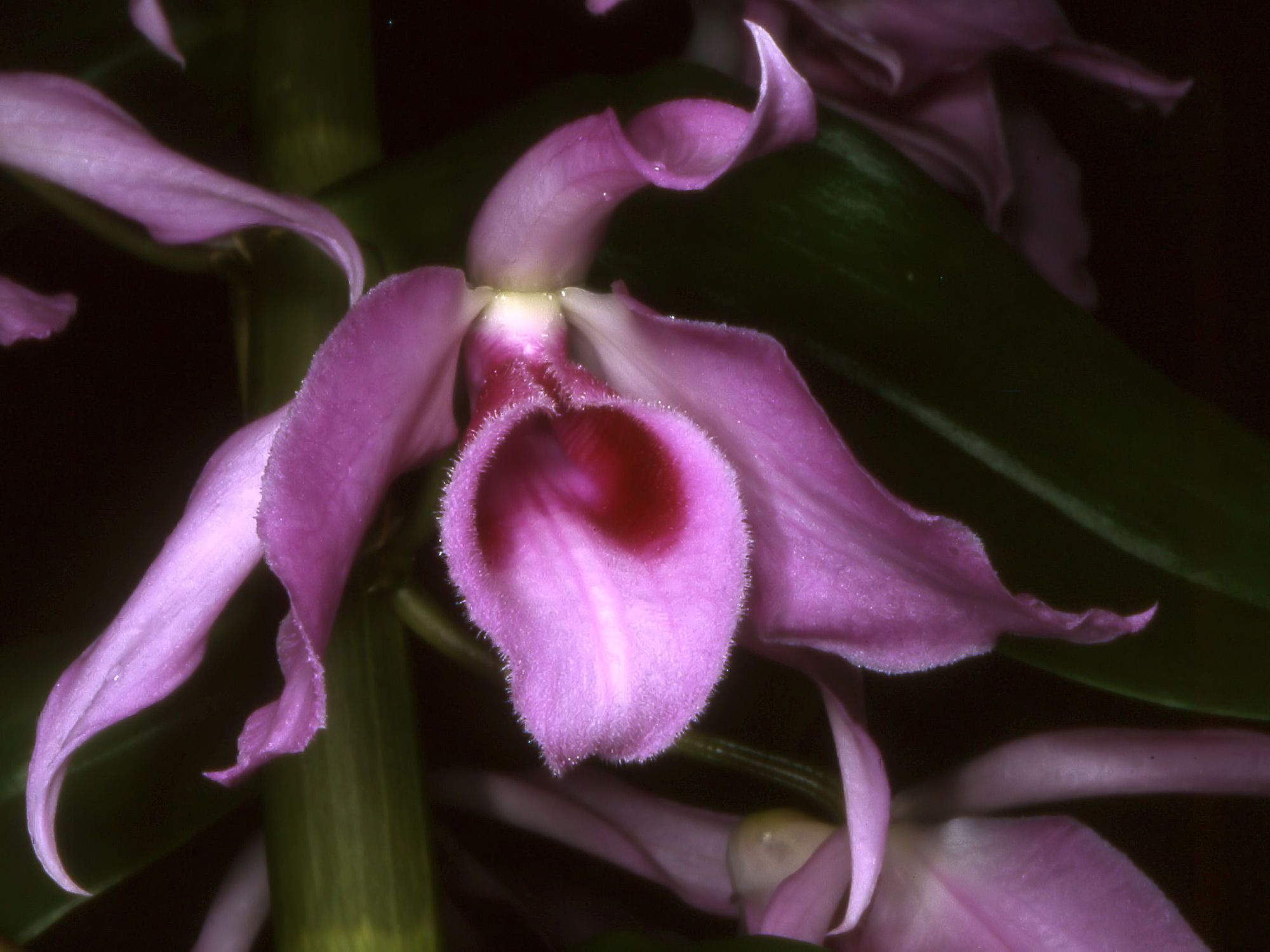
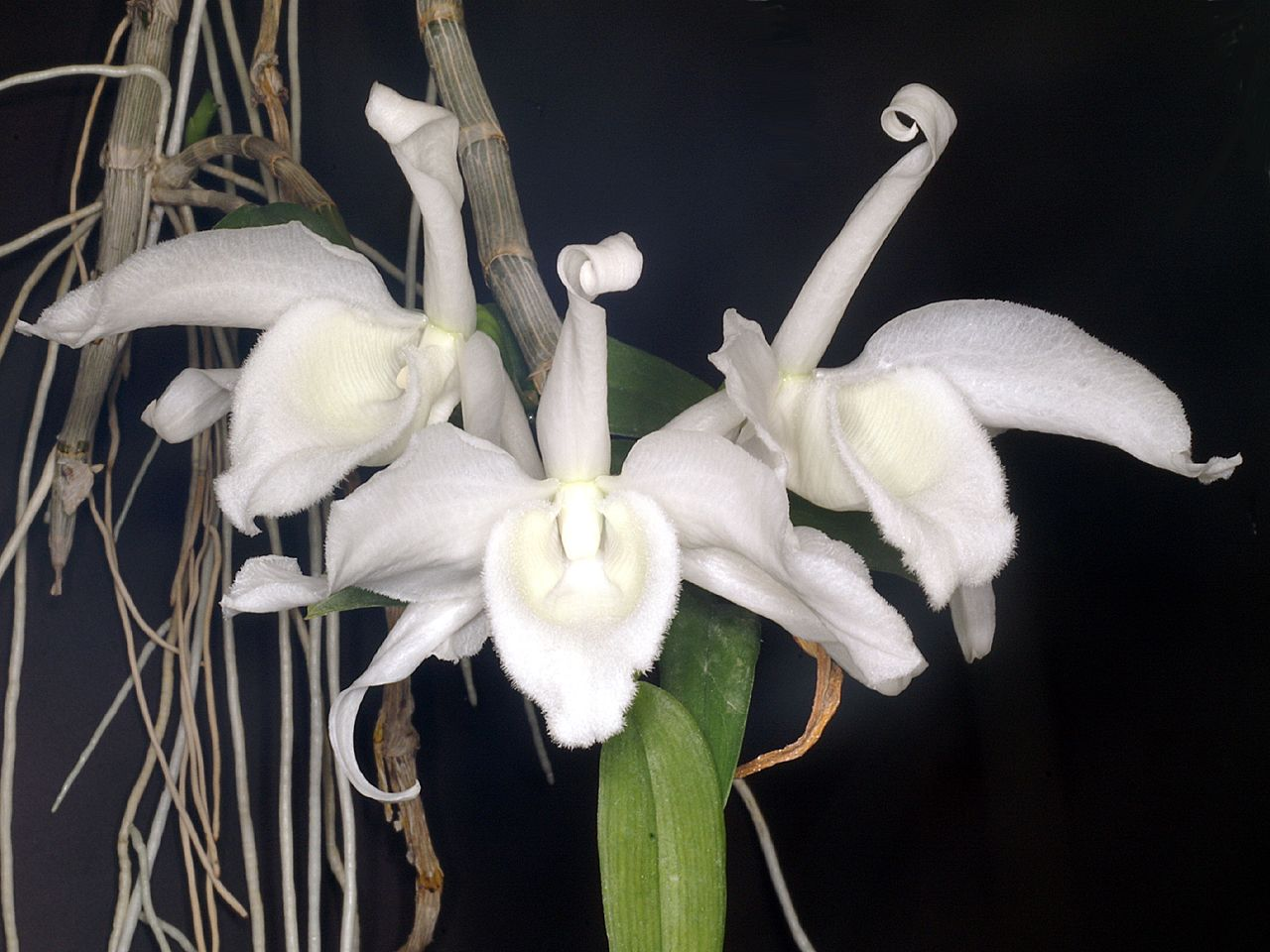
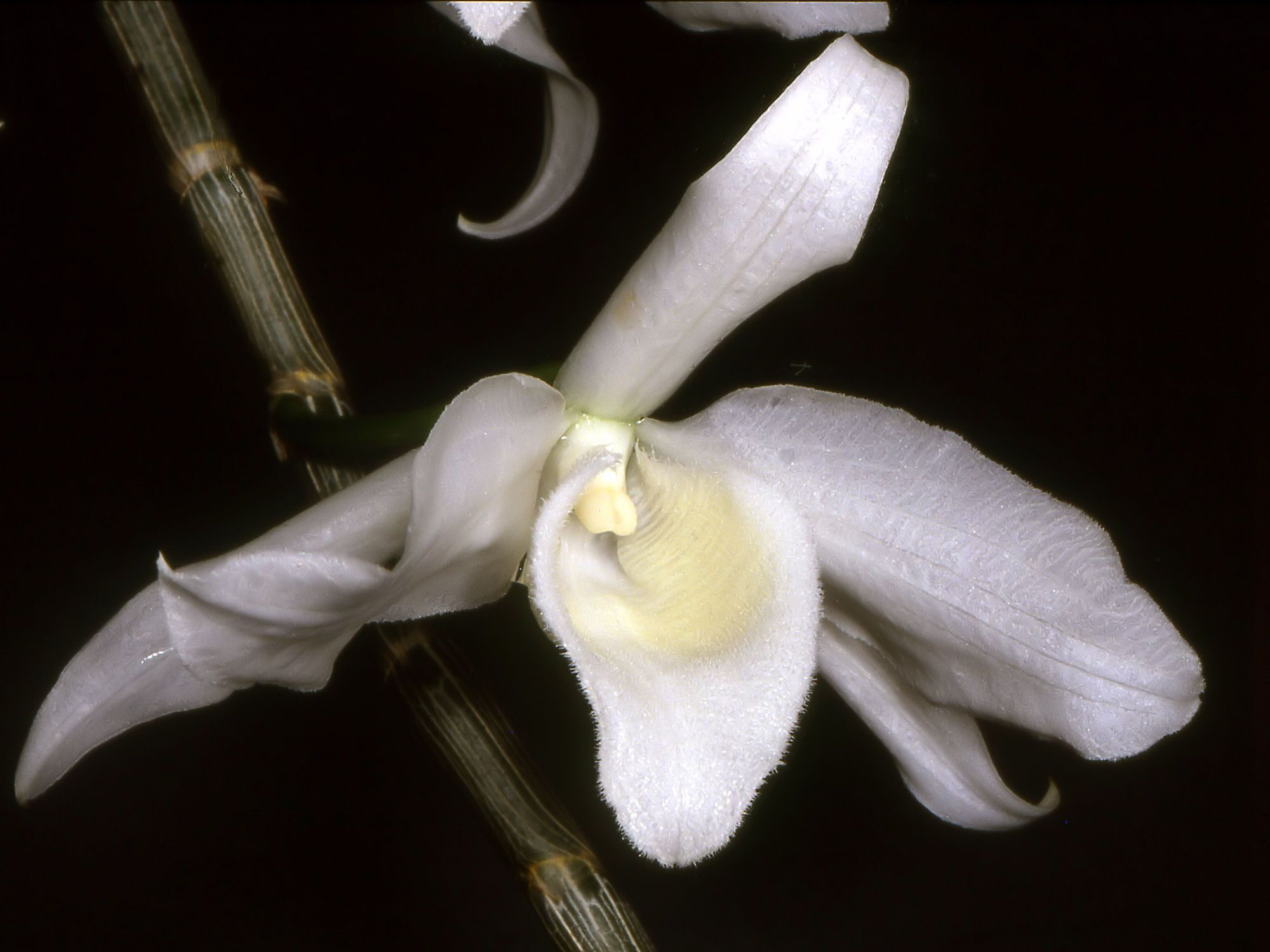